# Gunnera peruviana
Gunnera peruviana är en gunneraväxtart som beskrevs av Macbride. Gunnera peruviana ingår i släktet gunneror, och familjen gunneraväxter. Inga underarter finns listade.